# Tereza Švábíková
Tereza Švábíková (Klimkovice, 14 de mayo de 2000) es una jugadora de bádminton checa.

## Carrera
Empezó a jugar bádminton en su natal Klimkovice en 2008. En 2017 fue finalista del Internacional de Lituania en las categorías individual y dobles mixto. Un año después representó a su país en los Juegos Olímpicos de la Juventud 2018 celebrados en Buenos Aires, Argentina, certamen donde obtuvo una medalla de bronce en la modalidad de relevos por equipos.

## Logros

### Challenge Internacional BWF/Series
Individual femenino
| Año  | Torneo                    | Oponente  | Marcador          | Resultado |
| ---- | ------------------------- | --------- | ----------------- | --------- |
| 2017 | Internacional de Lituania | Anne Hald | 18–21, 0–3 Retiro | Finalista |

Dobles mixto
| Año  | Torneo                           | Compañero    | Oponentes                       | Marcador            | Resultado |
| ---- | -------------------------------- | ------------ | ------------------------------- | ------------------- | --------- |
| 2017 | Internacional de Lituania        | Filip Budzel | Ciaran Chambers Sinead Chambers | 21–17, 18–21, 18–21 | Finalista |
| 2017 | Internacional de Letonia         | Filip Budzel | Fabien Delrue Juliette Moinard  | 12–21, 21–19, 11–21 | Finalista |
| 2017 | Internacional de Rumania         | Filip Budzel | Lukas Resch Miranda Wilson      | 21–15, 16–21, 23–25 | Finalista |
| 2017 | Internacional de República Checa | Filip Budzel | Jakub Bitman Alzbeta Basova     | 19–21, 21–19, 17–21 | Finalista |

     Torneo BWF Challenge internacional
     Torneo BWF Serie internacional
     Torneo BWF Serie futuro